# فحص العذرية
فحص العذرية ممارسة وعملية تحديد ما إذا كانت الفتاة أو المرأة عذراء، أي لتحديد أنها لم تمارس الجماع أبدًا. يتضمن الاختبار عادة التحقق من وجود غشاء بكارة سليم، على افتراض أن غشاء البكارة لا يمكن أن يتمزق إلا نتيجة الجماع.
يعتبر اختبار العذرية أمرًا مثيرًا للجدل على نطاق واسع، وذلك بسبب آثاره على الفتيات والنساء اللاتي تم اختبارهن ولأنه يُنظر إليه على أنه غير أخلاقي. في حالات الاشتباه في الاغتصاب أو الاعتداء الجنسي على الأطفال، يمكن إجراء فحص تفصيلي لغشاء البكارة، ولكن غالبًا ما تكون حالة غشاء البكارة وحدها غير حاسمة.
في أكتوبرعام 2018، ذكرت الأمم المتحدة لحقوق الإنسان وهيئة الأمم المتحدة للمرأة ومنظمة الصحة العالمية أن اختبار العذرية يجب أن ينتهي لأنه ممارسة مؤلمة ومهينة وصدمة، وتشكل عنفًا ضد المرأة.

## طريقة الفحص
تختلف عملية اختبار العذرية حسب المنطقة. في المناطق حيث يتوفر الأطباء؛ غالبًا ما تتم عملية الفحص في عيادة الطبيب. على عكس البلدان النامية والفقيرة التي تضطر لإجراء مثل هاته الاختبارات للتأكد من عذرية الفتاة. عادة ما تقوم السيدات العجائز بهذا الاختبار وذلك لما تحظى به هذه الفئة من موثوقية داخل المجتمع. شاعَ هذا الأمر بين القبائل الأفريقية في وقت ما. هناك شكل آخر من أشكال اختبار العذرية وينطوي على اختبار ارتخاء عضلات المهبل خلال اختباره بأصبعين حيث يقوم الطبيب بإجراء الاختبار عن طريق إدخال الأصبع في مهبل الأنثى للتحقق من مستوى تراخي المهبل والذي يستخدم لتحديد ما إذا كانت متعودة على الجماع أم لا. ومع ذلك؛ فقد تعرضت هذه الطريقة لنقد كثير باعتبار أن تراخي المهبل لا يدل على عدم وجود غشاء البكارة أو التعود على ممارسة الجماع على حد سواء؛ لأن ذلك قد يكون ناجمًا عن عوامل أخرى.

## فحص العذرية عنف ضد المرأة
يُعد اختبار العذرية أحد أبزر مظاهر العنف ضد المرأة حسبَ منظمة الصحة العالمية التي تُؤكد أن هذا الاختبار لا يزال قائمًا في عددٍ من البلدان. من الناحية الطبية؛ فإنّ اختبار العذرية أمر غير ضروري خاصة عندما تتم هذه «العملية» على بعض النساء دون الحصول على موافقتهن ناهيك عن إمكانية الألم الذي قد يشعرن به بالإضافة إلى الإحساس بالدونية. لطالما استُخدم اختبار العذرية على أساس المعايير الاجتماعية بهدف تنظيم النشاط الجنسي للإناث وتبرير العنف ضد المرأة. أما في مجتمعات باقي أنحاء العالم؛ وخاصة المجتمعات الأبوية فإن هذا الاختبار قد يبدو متقبلا في حالة ما تم عن طريق الأب أو الزوج. بسببِ الضغوط الاجتماعية على النساء والفتيات كي تظل عذراء حتى الزواج، فإن هذه الاختبارات ضرورية -حسب الفتاة نفسها- حتى تُؤكد لأسرتها عن سلكوها الجنسي المُطيع. في بعض المجتمعات وفي حالة ما تم التأكد من انعدام عذرية الفتاة من خلال هذا الاختبار فإنّها قد تتعرض للعقاب حتى الموت. أدت كل هذه المواقف التمييزية إلى انتشار العنف ضد المرأة في تلك المجتمعات. هذا وتجدر الإشارة أن اختبار العذرية يحعل الشابة تفهم أنها مسؤولة عن كل نشاط جنسي في كامل حياتها -على الأقل قبل الزواج- حتى لو تعرضت لعملية اغتصاب أو شيء من هذا القبيل.

## الأسباب
تتطلّبُ بعض الثقافات دليلا على عذرية العروس قبل زواجها. هذا وقد جرت العادة على اختبار وجود غشاء البكارة والتي يتمُّ التحقق منها إما عن طريق الفحصِ البدني -عادة من قبل الطبيب الذي سيتولى تقديم شهادة العذرية- أو من قبل ما يُعرف «بدليل الدم» والذي يشير إلى النزيف المهبلي الناتج عن تمزق غشاء البكارة. عادة ما يتم الفحص البدني قبل حفل الزواج أمّا «الإثبات عن طريق الدم» فينطوي على التفتيش عن علامات النزيف كجزء من إتمام الزواج بعد الحفل.

### الوقاية من المرض والحمل للفتيات
يُعدُ منع انتشار فيروس نقص المناعة البشرية في سن المراهقة أمثلة من الأسباب التي قدمها أنصار اختبار العذرية. في 2004؛ أعلنت قرية نابوت ماكوني النائية في دولة زيمبابوي عن اعتمادها خطة فرض اختبار العذرية كوسيلة لحماية الشعب من فيروس نقص المناعة البشرية. وأوضح شيخ القرية أنه يركز على الفتيات لأنه يعتقد أنهن أسهل للسيطرة -من الناحية الجنسية- مُقارنة بالفتيان. أمّا في جنوب أفريقيا؛ حيث اختبار العذرية محظور فإن قبيلة الزولو تعتقد أن هذه الممارسة تمنع انتشار فيروس نقص المناعة البشرية أوْ الحمل في سن المراهقة. خلال مقابلة لامرأة مع صحيفة واشنطن بوست ذكرت السيدة: «اختبار العذرية مهم جدا لأن الفتيات أصبحنَ خائفات من الأولاد. ما يحدث هو أن الشاب يُحاول فض عذرية الفتاة فتضر لإجراء الاختبار للتأكد مِمّا حصل ولمعرفة ما إذا كانت حامل أو حتى مُصابة بفيروس نقص المناعة البشرية.»

### أسباب ثقافية
في ثقافة قبيلة الزولو؛ هناك تقليد يقوم على رقص الفتيات في سن معينة لملك أو شيخ القبيلة. لا يُسمح للعذاري بالمشاركة في هذا الحدث وللتأكد من عذريتهن يجب أن يخضعن لهذا الاختبار. في حالة ما تمّ الاختبار بنجاح فإنّ الفتاة تجلب الشرف لعائلتها؛ أما في حالةِ لم تنجح في تجاوز الاختبار وتبيّن أنها غير عذراء فإن أسرتها تضطر لدفع غرامة كونها لطّخت سمعة المجتمع كما قد يتم نبذها إلى الخارج. نفس الأمر كان لدى العائلة المالِكة في المملكة المتحدة والتي لم تكن تسمح لأفرادها الذكور بالزواج من سيدة غير عذارء إلا أن هذا الشرط قد تم التخلص منه مطلع القرن الحادي والعشرين.

## انتشار الظاهرة

### في مصر
الظاهرة ظهرت في مصر بعد ثورة 25 يناير، وتحديدا في سياق أحداث 2011 في مصر التي تعتبر ضمن عهد المجلس الأعلى للقوات المسلحة، والتي شهدت تجاوزات عديدة خصوصًا ضد الذين رفعوا شعارات من قبيل «لا للمحاكمات العسكرية للمدنيين» ثم «يسقط حكم العسكر». وهي تحديدًا ممارسات من بعض أفراد من جانب الجيش المصري، تخضع فيها الفتيات المعتقلات للكشف التناسلي «لإثبات» عذريتهن، ووثقت ذلك منظمة العفو الدولية واحتجت رسميًا لدى السلطة العسكرية الحاكمة آنذاك، وقد اعترفوا بحدوث ذلك لاحقًا. ورغم حساسية الموضوع وتجاوزه للكرامة والأعراف إلا أن العديد من تلك الفتيات أعلنَّ عما فُعل بهنّ ليعلنّ مظلمتهنّ، مثل سميرة إبراهيم التي قدمت بلاغًا بحدوث ذلك. وقد أعلنت شخصيات ثورية عديدة عن حدوث هذه الانتهاكات منهم حسام الحملاوي. وقد برَّأ القضاء المصري سريعًا الطبيب العسكري الذي تورط في فعل ذلك في سميرة. وبعدها بشهورٍ في أواخر ديسمبر 2011 أصدر القضاء الإداري حكم يأمر بوقف هذه الكشوف. وكانت كشوف العذرية أحد أبرز مخالفات حقوق الإنسان في مصر في عهد المجلس الأعلى للقوات المسلحة.

### في الدول العربية
بعض الأزواج يميلون إلى الانخراط في اختبارات العذرية على أساس عدم نزيف غشاء البكارة خلال الجماع الأول مما يؤدي إلى عدد لا يحصى من المشاكل الاجتماعية في العديد من البلدان في الشرق الأوسط وشمال أفريقيا.

### في المملكة المتحدة
تم الاعتماد على اختبار العذرية خلال دخول النساء المهاجرات إلى المملكة المتحدة خاصة من تدّعي رغبتها في الزواج من شاب بريطاني يعيش في المملكة. أكدت الحكومة البريطانية في وقت لاحق على أن النساء العذارى كانوا أكثر عرضة لقول الحقيقة حول سبب الهجرة إلى البلاد. في كانون الثاني/يناير 1979؛ أخضع ضباط بريطانيون آنسة مهاجرة لاختبار العذرية حينما وصلت إلى لندن بدعوى أنها ادعت هجرتها نحو بريطانيا من أجل الزواج لا غير. لم تكن تملك السيدة تأشيرة لذلك كان لِزامًا على الشرطة إخضاعها لهذا الفحص من أجل التأكد من حُسن نيتها. تمّ انتقاد هذه الممارسة من قِبل جريدة الغارديان في عام 1979 ثم تغيرت هذه السياسة بسرعة بعدما أثارت جدلا حينها.

### في إندونيسيا
في أغسطس/آب 2013 أعلنت منطقة نائية في سومطرة الجنوبية في إندونيسيا على يد وزير التعليم السيد محمد راسياد أن الإناث المراهقات اللاتي يحضرن المدرسة الثانوية سيضررن للخضوع لاختبارات العذرية ابتداء من عام 2014. ذكر الوزير أن القصد من هذا هو الحد من الاختلاط في المنطقة. ذكرت منظمة هيومن رايتس ووتش غير الحكومية في عام 2014 أن اختبار العذرية يجرى بشكل روتيني على المرشحات الإندونيسية للعمل في سلك الشرطة كجزء من شروط الولوج للوظيفة.

### في إيران
أما في إيران فقد عانت أتينا فرقداني من تهمة «العلاقات الجنسية غير المشروعة ثم الزنا» وذلك بعد مصافحتها لمحاميها في يونيو 2015. اشتكت السيدة الإيرانية من موظفي وحراس السجن بسبب ما عانت منه من إيماءات جنسية وافتراءات وغيرها من الإهانات. حاولت أتينا لفت الأنظار صوبها من خلال الإضراب عن الطعام لمدة ثلاثة أيام في شهر أيلول/سبتمبر من عام 2015 احتجاجا على سوء المعاملة. ومع ذلك؛ فإن التحرش قد استمر. في رسالة مسربة من فرقداني تكلفت منظمة العفو الدولية بنشرها فإن أتينا قد تم أخدها من قِبل السلطات القضائية إلى مركز طبي خارج السجن في 12 آب/أغسطس 2015 ثم أجبروها على الخضوع لاختبار العذرية لغرض التحقيق في التهمة الموجهة لها.

## انتقادات
في مايو 2013 قضت المحكمة العليا في الهند بالحُكم على اثنين من الرجال بسبب تطبيق اختبار العذرية. تم الحكم على الرجلين بتهمة انتهاك الحق في الخصوصية ثم طلبت حكومة دلهي تقديم أفضل الإجراءات الطبية للتأكد من حصول اعتداء جنسي من عدمه. ألغت في الوقت الحالي معظم البلدان هذا الاختبار وذلك لعدة أسباب بما فيها أن الطريقة قديمة جدًا وغيرُ علمية ناهيك عن أنها تنتهك خصوصية السيدة وكرامتها. حظرت منظمة أطباء في كيبيك إجراء اختبارات العذرية بعد أن عُثِر على بعض النساء اللاتي يفعلن هذا فضلا عن توفير شهادات العذرية.

## موقف الإسلام من اختبار العذرية
يرفض الإسلام اختبار العذرية ويعتبره معاملة مهينة للبنات، إلا إذا كان بناء على طلب من الجهات القضائية عندما تكون لديها دعوى توجب ذلك، ويحتاج القاضي لمعرفة الحقيقة، فيطلب شهادة الطب الشرعي ولكن يجب أن تقوم به طبيبة مختصة.
يعتبر الإسلام عدم وجود غشاء البكارة ليس دليلا على انحراف المرأة أو فسادها، فإن البكارة قد تزول بالوثبة القوية، والحيضة الشديدة، والركوب على شيء حاد ونحو ذلك، أما إجراء هذا الفحص بناء على طلب الخاطب ليكشف عن عذرية خطيبته فإن طلبه حرام وفعله حرام، فإن عورات الرجال والنساء لا يجوز كشفها إلا للضرورة أو الحاجة. ويستثنى من ذلك ما إذا حصلت تهمة أو ريبة للمرأة وكان طريق البراءة منها هو إجراء هذا الكشف فحينئذ يجوز لها الكشف عند طبيبة مسلمة.